# Wiesbach (Saar)
Wiesbach ist ein Ortsteil und Gemeindebezirk der Gemeinde Eppelborn im Landkreis Neunkirchen (Saarland). Bis Ende 1973 war Wiesbach eine eigenständige Gemeinde.

## Lage
Wiesbach liegt im Süden der Gemeinde Eppelborn. Der namengebende Bach Wiesbach fließt durch den Ort. Nordöstlich der Ortslage verläuft die A 1.

## Geschichte
Wiesbach wurde erstmals im Jahre 1201 urkundlich erwähnt. Die älteste Schreibweise des Ortsnamens lautet bei der Ersterwähnung „Wysenbach“. Im Laufe der Zeit hat der Ortsname einige Veränderungen erfahren: 1218 Wissenbach; 1231 Wysenpack; 1276 Wysempahach; 1330 Wesembach und Wieszbach; 1343 Wysenebach; 1602 Wißbach; 1620 Wiehsbach; 1694 Wisbach; 1736 Wießbach und schließlich ab 1789 Wiesbach.
Die Geschichtsforschung erklärt die Wortbestandteile damit, dass der Ort Wiesbach seinen Namen von dem zuerst vorhandenen Bach, der durch die Wiesen floss, erhalten hat.
Der Wiesbach entspringt im Hahnwald und mündet in Eppelborn in die Ill.
1796 wurde die Valentinuskapelle erbaut.
Im Rahmen der saarländischen Gebiets- und Verwaltungsreform wurde die bis dahin eigenständige Gemeinde Wiesbach am 1. Januar 1974 zusammen mit sieben anderen Gemeinden der neuen Gemeinde Eppelborn zugeordnet.
Am 8. Juli 2002 führte eine Etappe der Tour de France durch den Ortsteil Mangelhausen und somit auch durch Wiesbach.

## Politik

### Bürgermeister und Ortsvorsteher
- 1927–1935 Ortsvorsteher August Monz
- 1935–1937 Ortsvorsteher Alois Riehm
- 1937–1941 Bürgermeister Eduard Caspar
- 1941–1945 Bürgermeister Johann Kuhn
- 1945 0000 Bürgermeister Johann Jochem (von der Besetzungsmacht eingesetzt)
- 1945–1956 Bürgermeister Nikolaus Monz
- 1956–1960 Bürgermeister Thomas Maurer
- 1960–1974 Bürgermeister Leo Peter, CDU

ab der Gebiets- und Verwaltungsreform:
- 1974–1984 Ortsvorsteher Leo Peter, CDU
- 1984–2009 Ortsvorsteher Richard Kleer, CDU
- 2009–2012 Ortsvorsteherin Birgit Müller-Closset, SPD
- 2012–2016 Ortsvorsteher Klaus Herold, SPD
- seit November 2016 Ortsvorsteher Stefan Löw, SPD[3]

## Wirtschaft und Infrastruktur

### Ortsansässige Unternehmen
Die Firma Krämer IT Solutions GmbH hat mit ihrem Produkt servereye, eine leistungsstarke RMM Software, welche die Leistung und Verfügbarkeit der IT-Infrastruktur gewährleistet, ihren Standort im Landheim Wiesbach. Ebenso hat die Firma Siebert Industrieelektronik GmbH, eine international tätige Unternehmensgruppe im Bereich „Innovative Anzeige- und Informationssysteme für Automatisierung und industrielle Kommunikation“ ihren Sitz im in den 1980er-Jahren erschlossenen „Gewerbegebiet Echer“.
Teilweise auf Wiesbacher Bann gelegen ist auch die Umspannanlage Uchtelfangen.

### GewerbegebietA1-Interkommunal
Derzeit wird das Gewerbegebiet Echer unter dem Projektnamen Gewerbegebiet A1 Interkommunal erweitert. Die neu erschlossenen Gewerbeflächen liegen sowohl auf Gebiet des Ortsteiles Wiesbach der Gemeinde Eppelborn als auch des Ortsteiles Uchtelfangen der Gemeinde Illingen. Mittlerweile haben sich (Mitte 2007) einige Unternehmen aus der Gemeinde Illingen wie auch der Gemeinde Eppelborn dort angesiedelt. Interessant daran ist, dass die Grundstücke durch jeweiligen Unternehmen in dem ursprünglichen Bezirk der Gemeinden, aus denen sie kommen, bebaut wurden. Die Bebauung läuft allgemein relativ langsam.

### Bildungseinrichtungen
- Die Katholische KiTa gGmbH Saarland unterhält im Ort die Katholische Kindertageseinrichtung St. Konrad.
- In Wiesbach befindet sich eine Grundschule, die auch eine freiwillige Ganztagsbetreuung anbietet.

## Kultur- und Vereinsleben

### Kirche St. Augustinus
Die Pfarrkirche St. Augustinus wurde 1963 nach den Plänen der Architekten Dietz & Grothe im Stil des Brutalismus errichtet. Sehenswert sind die durch den Künstler Boris Kleint geschaffenen farbenprächtigen Betonglasfenster.

### Kulturtage
Seit 1981 findet in Wiesbach ein Dorffest unter dem Namen Kulturtage statt. Bezeichnend im Gegensatz zu sonstigen Dorffesten ist hierbei, dass, zumeist in Form kultureller Darbietungen einzelner Ortsvereine, ein besonderes Augenmerk auf die Erhaltung von Kultur und Brauchtum gelegt wird. Das Dorffest findet jährlich am letzten Wochenende im Juni statt. Seit 2003 wird das Dorffest um ein freitags stattfindendes Open-Air-Konzert ergänzt.

### Hobby- und Krippenausstellung
Im Jahre 1984 wurde die Wiesbacher Hobby-Ausstellung von den Eheleuten Theresia und Fintan Theis im Eppelborner Ortsteil Wiesbach ins Leben gerufen und vier Jahre später um eine Krippenausstellung erweitert. Unter der Organisation des Wiesbacher Ortsvorstehers Richard Kleer findet die Ausstellung seither in ununterbrochener Reihenfolge am Wochenende vor Totensonntag im November eines jeden Jahres statt. Sie zählt zu den größten ihrer Art in der Region und lockt an drei Tagen mehrere Tausend Besucher in die Wiesbachhalle.

### FC Hertha Wiesbach
Der 1908 als SSK Hertha Mangelhausen gegründete Fussballclub Hertha Wiesbach e. V. stieg im Jahre 2013 nach dem vorzeitigen Gewinn der Meisterschaft mit seiner ersten Mannschaft in die Fußball-Oberliga Rheinland-Pfalz/Saar auf.

## Persönlichkeiten

### Ehrenbürger
Einziger Ehrenbürger der ehemals selbständigen Gemeinde Wiesbach ist Pfarrer Albert Becker (* 1892 in Schnierlach (Elsass), † 1975 in Wiesbach (Saar)). Er wurde 1970 durch die Verleihung des Ehrenbürgerbriefes für seine über 30-jährige seelsorgerische Tätigkeit in Wiesbach geehrt.

### Weitere Persönlichkeiten
- Heribert Bettscheider war katholischer Theologe.
- Josef Jochem war von 1977 bis 1980 saarländischer Minister für Kultur, Bildung und Sport.
- Dominik Keuper wurde 2006 und 2008 Europameister im Trail-Motorsport, errang mehrere deutsche Meistertitel und war mehrfacher Sieger beim Drei-Länder-Cup.